# Jean Absil
Jean Absil (Péruwelz, Hainaut, 23 de outubro de 1893 – Uccle, 2 de fevereiro de 1974) foi um compositor belga. Compôs três sinfonias, nove quartetos, cantatas e obras para o rádio.

## Biografia
Absil nasceu em Bonsecours, Hainaut, Bélgica. Seu professor ali foi Alphonse Oeyen, organista da basílica de Bonsecours. A partir de 1913 estudou órgão e harmonia no Conservatório de Bruxelas, mas ao se formar decidiu se concentrar na composição.
Em 1922 Absil venceu o Prêmio Belga de Roma e em 1934 o Prêmio Rubens, que lhe permitiu viajar a Paris. Aqui, ele conheceu outros compositores contemporâneos Ibert, Milhaud e Honegger. Absil ganhou destaque internacional com a estreia de seu primeiro concerto para piano (op. 30), composto para o Concurso Queen Elizabeth para Piano de 1938 (Ysaye), para o qual foi a peça obrigatória para todos os finalistas. Apenas um deles, Moura Lympany, que ganhou o segundo prêmio (depois de Emil Gilels), executou a peça inteiramente de memória livre de erros.
A partir de 1930, Absil ensinou harmonia no Conservatório de Bruxelas, onde se tornou professor de contraponto seis anos depois. Entre seus alunos do Conservatório estava Paul Danblon. Ele também lecionou na Chapelle Musicale Reine Elisabeth e na Etterbeek Music School. Durante este período também, ele foi, com Charles Leirens, o primeiro editor da Revue Internationale de Musique (1936–1952). A partir de 1955 ele serviu como membro da Royal Academy da Bélgica. Ele morreu em Bruxelas aos 80 anos.

## Composições
Inicialmente, Absil foi influenciado pela escola romântica tardia, particularmente Wagner e Richard Strauss. Na época em que fez sua viagem a Paris em 1934, ele começou a adotar um estilo mais moderno. Isso incluiu o uso de polifonia e estruturas polimodais, influenciadas por compositores contemporâneos como Milhaud e Schoenberg.
O ouvido nunca sofre a impressão de insegurança tonal ao ouvir a música de Absil: enquanto não é mais possível encontrar uma referência às tonalidades clássicas maiores ou menores, o compositor inventa novos modos, que substitui a cada peça. Destes modos emergem acordes que, embora sejam diferentes dos clássicos, também possuem um sentido expressivo (tensão ou resolução). Absil nunca praticou uma verdadeira atonalidade: a aparente independência tonal das vozes sempre se resolve em uma tonalidade única.
Excepcionalmente prolífico dos 20 ao final dos 70, Absil se concentrou especialmente em escrever obras para piano; ele próprio era um pianista habilidoso. Essas obras incluem Ballade, op. 129, para piano solo (que é tocado apenas com a mão esquerda), bem como 3 Pièces (tocadas apenas com a mão direita). Entre suas composições convencionais para piano para duas mãos estão três sonatinas (escritas em 1937, 1939 e 1965, respectivamente) e duas Grand Suites. As Grand Suites (Op.110, compostas em 1965) serviram como uma homenagem a Frédéric Chopin. Em 1946, ele compôs outra obra, Hommage à Schumann e em 1957 a Passacaglia in Memoriam Alban Berg, ambos para piano. Sua última composição finalizada foi o Concerto para Piano nº. 3, op. 162.
A música sem piano de Absil inclui uma ópera, Les Voix de la mer, e um ciclo de cinco sinfonias, a primeira das quais (op. 1) ele compôs aos 27 anos, quando era aluno de Paul Gilson. Ele ganhou o Prix Agniez em 1921.

## Lista de trabalhos (em ordem alfabética)
Com base na lista de partituras disponíveis no Belgian Documentation Centre for Contemporary Music:
- A cloche-pied op. 139 - 1968, para voz infantil e piano
- Alcools op. 43 - 1940, para 4 vozes mistas a cappella
- Allegro brillante op. 132 - 1967, para 2 pianos
- Allegro brillante op. 132 - 1967, para piano e orquestra
- Alternances op. 140 - 1968, para piano
- Asymétries op. 136 - 1968, para 2 pianos
- Ballade op. 129 - 1966, para piano (mão esquerda)
- Ballade op. 156 - 1971, para saxofone alto, piano e pequena orquestra
- Berceuse - 1932, para saxofone alto ou viola ou violoncelo e pequena orquestra
- Berceuse - 1932, para violoncelo ou viola ou saxofone alto e piano
- Bestiaire op. 58 - 1944, para Coro misto a cappella
- Burlesque op. 100 - 1958, para oboé e piano
- Cache-cache op. 117 - 1963, para voz intermediária e piano
- Chaconne op. 69 - 1949, para violino
- Chanson de quatre sous - 1942, para voz média e piano
- Chansons de bonne humeur op. 49 - 1942, para coro feminino bipartido (S.-Mz.) e orquestra
- Chansons de bonne humeur op. 49 - 1942, para coro feminino e piano em duas partes
- Chansons plaisantes - 2e recueil op. 94 - 1956, para coro infantil e piano em duas partes
- Chansons plaisantes op. 88 - 1955, para 2 vozes infantis
- Cimetière - 1927, para voz média e piano
- Cinq bagatelles op. 61 - 1944, para piano
- Cinq chansons de Paul Fort op. 18 - 1935, para 2 vozes iguais e piano
- Cinq choeurs - 1930, para coro feminino em três partes e piano
- Cinq mélodies - 1927, para voz média e piano
- Cinq mélodies op. 12 - 1933, para mezzo-soprano e quarteto de cordas
- Cinq pièces faciles op. 138 - 1968, para clarinete ou saxofone alto e piano
- Colas Chacha -?, Para orquestra grande
- Colindas op. 87 - 1955, para coro tripartido a capela
- Concerto à cinq op. 38 - 1939, para flauta, violino, viola, violoncelo e harpa diatônica
- Concertino op. 42 - 1940, para violoncelo e orquestra
- Concertino op. 42 - 1940, para violoncelo e piano
- Concertino op. 122 - 1964, para viola e piano
- Concertino op. 122 - 1964, para viola e orquestra de cordas
- Concerto grosso op. 60 - 1944, para quinteto de sopros e orquestra de cordas
- Concerto n ° 2 op. 124 - 1964, para violino e orquestra
- Concerto n ° 2 op. 124 - 1964, para violino e piano
- Concerto n ° 2 op. 131 - 1967, para 2 pianos
- Concerto n ° 2 op. 131 - 1967, para piano e orquestra
- Concerto n ° 3 op. 162 - 1973, para 2 pianos
- Concerto n ° 3 op. 162 - 1973, para piano e orquestra
- Concerto op. 11 - 1933, para violino e orquestra
- Concerto op. 11 - 1933, para violino e piano
- Concerto op. 30 - 1937, para 2 pianos
- Concerto op. 30 - 1937, para piano e orquestra
- Concerto op. 54 - 1942, para viola e orquestra
- Concerto op. 54 - 1942, para viola e piano
- Concerto op. 155 - 1971, para violão e pequena orquestra
- Contes op. 76 - 1951, para trompete e piano
- Contrastes op. 143 - 1969, para 2 guitarras
- Croquis pour un carnaval op. 137 - 1968, para quarteto de clarinete e harpa diatônica
- Croquis sportifs op. 85 - 1954, para banda
- Danses bulgares op. 103 - 1961, para banda
- Danses bulgares op. 103 - 1959, para flauta, oboé, clarinete, trompa e fagote
- Danses bulgares op. 103 - 1959, para piano
- De tijd -?, Para coral e piano infantil
- Déités op. 160 - 1972, para orquestra
- Deux danses rituelles op. 105 - 1960, para pequena orquestra
- Deux mélodies - 1933, para voz média e piano
- Deux poèmes op. 53 - 1942, para Soprano e piano
- Divertimento op. 86 - 1955, para quarteto de saxofones e orquestra
- Du rythme à l'expression I op. 108 - 1961, para piano
- Du rythme à l'expression II op. 108 - 1961, para piano
- Echecs op. 96 - 1957, para piano
- Enfantines op. 52 - 1942, para voz média e piano
- Epouvantail op. 74 - 1950, para orquestra
- Epouvantail op. 74 - 1950, para piano
- Esquisses sur les 7 péchés capitaux op. 83 - 1954, para piano
- Estudo n ° 3 - 1963, para bateria de concerto e piano
- Etude XI -?, Para 4 tímpanos e piano
- Etude XI -?, Para bateria de concerto e piano
- Evasão op. 8 - 1927, para voz alta e piano
- Fanfares op. 118 - 1963, para banda
- Fantaisie - Caprice op. 152 - 1971, para saxofone alto e banda
- Fantaisie - Caprice op. 152 - 1971, para saxofone e piano
- Fantaisie - Humoresque op. 113 - 1962, para clarinete e piano
- Fantaisie - Humoresque op. 113 - 1962, para clarinete e orquestra de cordas
- Fantaisie concertante op. 99 - 1958, para violino e orquestra
- Fantaisie concertante op. 99 - 1958, para violino e piano
- Fantaisie rhapsodique op. 21 - 1936, para quarteto de violoncelo
- Fantaisie op. 40 - 1939, para violino, viola, violoncelo e piano
- Féeries op. 153 - 1971, para piano
- Grande suite n ° 2 op. 110 - 1962, para piano
- Grande suite op. 62 - 1944, para piano
- Heure de grâce op. 98 - 1958, para voz alta e piano
- Hommage à Lekeu op. 35 / bis - 1939, para orquestra
- Hommage à Schumann op. 67 - 1946, para piano
- Humoresques op. 126 - 1965, para piano
- Images stellaires op. 161 - 1973, para violino e violoncelo
- Introduction et Valses op. 89 - 1955, para orquestra
- Jeanne d'Arc op. 65 - 1945, para orquestra
- L'album à colorier op. 68 - 1948, para coro infantil e piano em duas partes
- La mort de Tintagiles op. 3 - 1926, para orquestra
- Le chant à l'école op. 144 - 1969, para Choir a cappella
- Le chapeau chinois (extr.) Op. 64 - 1944, para Tenor e piano
- Le chapeau chinois op. 64 - 1944, para ópera
- Le chapeau chinois op. 64 - 1944, para S. 2T. Barra. B. e piano
- Le cirque volant op. 82 - 1953, para coro (2 vozes infantis), Narrador e piano
- Le miracle de Pan op. 71 - 1949, para orquestra
- Le miracle de Pan op. 71 - 1949, para piano
- Le zodiaque op. 70 - 1949, para piano, coro (4 vozes mistas), solistas e orquestra
- Le zodiaque op. 70 - 1949, para solistas, coro e 2 pianos
- Légendes op. 91 - 1956, para banda
- Les bénédictions op. 48 - 1941, para solistas, coro e piano
- Les bénédictions op. 48 - 1941, para solistas, coro, grande orquestra e órgão
- Les chants du mort op. 55 - 1943, para quarteto vocal misto e orquestra
- Les chants du mort op. 55 - 1943, para quarteto vocal misto e piano - Soprano - Alto - Tenor - Baixo
- Les météores op. 77 - 1951, para orquestra
- Les voix de la mer op. 75 - 1951, para ópera
- Les voix de la mer op. 75 - 1951, para Soli, coro misto de voz e piano
- Les voix de la mer: Choeur aérien op. 75 - 1951, para coro feminino
- Marines op. 36 - 1939, para piano
- Mythologie op. 84 - 1954, para grande orquestra
- Nymphes et faunes op. 130 - 1966, para banda
- Ouverture op. 75 - 1965, para ópera
- Passacaille op. 101 - 1959, para piano
- Peau d'Ane op. 26 - 1937, para banda
- Peau d'Ane op. 26 - 1937, para solistas, partes orais e orquestra
- Peau d'Ane op. 26 - 1937, para música de teatro
- Peau d'Ane: Air de Peau d'Ane op. 26 - 1937, para Soprano e orquestra
- Peau d'Ane: Air de Peau d'Ane op. 26 - 1937, para soprano e piano
- Peau d'Ane: Air du Prince op. 26 - 1937, para Tenor e orquestra
- Peau d'Ane: Air du Prince op. 26 - 1937, para Tenor e piano
- Peau d'Ane: Air du Roi op. 26 - 1937, para baixo e orquestra
- Peau d'Ane: Air du Roi op. 26 - 1937, para baixo e piano
- Peau d'Ane: Airs de ballet op. 26 - 1937, para orquestra de câmara
- Peau d'Ane: Final du 3e acte op. 26 - 1937, para Soprano, Mezzo Soprano, Tenor, Baixo e piano
- Peau d'Ane: Suite op. 26 - 1937, para orquestra de câmara
- Petit bestiaire op. 151 - 1970, para violão
- Petite suite op. 20 - 1935, para banda
- Petite suite op. 20 - 1935, para orquestra de câmara
- Petite suite op. 20 - 1935, para fanfarra
- Polifonias Petites op. 128 - 1966, para 2 vozes iguais e piano
- Phantasmes - 1936, para Contralto, saxofone alto, percussão e piano
- Philatélie op. 46 - 1940, para quarteto vocal misto e 14 instrumentos
- Philatélie op. 46 - 1940, para Soprano, Mezzo Soprano, Tenor, Baixo e piano
- Pièces caractéristiques op. 123 - 1964, para violão
- Pièces en quatuor op. 35 - 1938, para quarteto de saxofones
- Pierre Breughel l'Ancien op. 73 - 1950, para solistas, coro e piano
- Pierre Breughel l'Ancien op. 73 - 1950, para solistas, coro misto, coro falado, narrador, grande orquestra e órgão
- Poésie et vélocité op. 157 - 1972, para piano
- Prélude et barcarolle -?, Para violão
- Printemps op. 59 - 1944, para vozes infantis com acompanhamento de piano
- Quatre esquisses op. 154 - 1971, para flauta, oboé, clarinete e fagote
- Quatre pièces op. 150 - 1970, para violão
- Quatre poèmes op. 12 - 1933, para voz intermediária e piano
- Quatuor à clavier op. 33 - 1938, para violino, viola, violoncelo e piano
- Quatuor à cordes n ° 1 op. 5 - 1929, para 2 violinos, viola e violoncelo
- Quatuor à cordes n ° 2 op. 13 - 1934, para 2 violinos, viola e violoncelo
- Quatuor à cordes n ° 3 op. 19 - 1935, para 2 violinos, viola e violoncelo
- Quatuor à cordes n ° 4 op. 47 - 1941, para 2 violinos, viola e violoncelo
- Quatuor n ° 2 op. 28 - 1937, para quarteto de violoncelo
- Quatuor op. 31 - 1937, para 4 saxofones
- Quatuor op. 132 - 1967, para 4 clarinetes
- Quintette op. 16 - 1934, para flauta, oboé, clarinete, trompa e fagote
- Rêves op. 80 - 1952, para voz intermediária e piano
- Rhapsodie brésilienne op. 81 - 1953, para banda
- Rhapsodie brésilienne op. 81 - 1953, para orquestra
- Rhapsodie bulgare op. 104 - 1960, para orquestra
- Rhapsodie flamande op. 4 - 1928, para banda
- Rhapsodie flamande op. 4 - 1928, para orquestra
- Rhapsodie n ° 2 op. 34 - 1938, para orquestra
- Rhapsodie n ° 5 op. 102 - 1959, para 2 pianos
- Rhapsodie n ° 5 op. 102 - 1959, para banda
- Rhapsodie n ° 6 op. 120 - 1963, para trompa e piano
- Rhapsodie roumaine op. 56 - 1943, para violino e orquestra
- Rhapsodie roumaine op. 56 - 1943, para violino e piano
- Rites op. 79 - 1952, para banda
- Roumaniana op. 92 - 1956, para banda
- Sicilienne - 1950, para flauta ou clarinete ou saxofone e piano ou harpa
- Silhouettes op. 97 - 1958, para flauta e piano
- Six choeurs I op. 18 - 1935, para coro infantil e piano (1 voz)
- [mergulhadores], para
- Six choeurs II op. 18 - 1935, para coro infantil e piano em duas partes
- Paul Fort, para
- Seis poemas de Maurice Carême op. 109 - 1961, para 3 vozes iguais
- Maurice Carême, por
- Sonate op. 115 - 1963, para saxofone alto e piano
- Sonate op. 134 - 1967, para violino
- Sonate op. 146 - 1970, para violino e piano
- Sonatine en duo op. 112 - 1962, para violino e viola
- Sonatine n ° 2 op. 37 - 1939, para piano
- Sonatine op. 27 - 1937, para piano
- Suite bucolique op. 95 - 1957, para orquestra de cordas
- Suite mystique op. 145 - 1969, para quarteto de flauta
- Suíte n ° 2 op. 141 - 1968, para violoncelo e piano
- Suite pastorale op. 37 - 1939, para flauta, oboé, clarinete, trompa e fagote
- Suite pastorale op. 37 - 1939, para piano
- Suite sur des thèmes populaires roumains op. 90 - 1956, para quarteto de saxofones
- Suite op. 51 - 1942, para violoncelo e piano
- Suite op. 78 - 1952, para trombone, tuba ou violoncelo e piano
- Suite op. 92 - 1956, para pequena orquestra
- Suite op. 114 - 1963, para violão
- Suite op. 135 - 1967, para 2 guitarras
- Suite op. 149 - 1970, para trompete em dó ou si bemol e piano
- Sur un paravent chinois op. 147 - 1970, para violão
- Symphonie n ° 1 en ré mineur op. 1 - 1920, para orquestra
- Symphonie n ° 2 op. 25 - 1936, para grande orquestra
- Symphonie n ° 3 op. 57 - 1943, para orquestra
- Symphonie n ° 4 op. 142 - 1969, para grande orquestra
- Symphonie n ° 5 op. 148 - 1970, para orquestra grande
- Tahi - Taho op. 8 - 1932, para voz média e piano
- Thrène op. 66 - 1945, para coro bipartido (vozes iguais), órgão e 2 Narradores
- Trente études préparatoires à la polyrythmie op. 107 - 1961, para piano
- Trente études préparatoires à la polyrythmie op. 107 - 1961, para piano
- Trio à cordes n ° 1 op. 17 - 1935, para violino, viola, violoncelo
- Trio à cordes n ° 2 op. 39 - 1939, para violino, viola, violoncelo
- Trio n ° 2 op. 158 - 1972, para violino, violoncelo e piano
- Trio op. 7 - 1931, para violino, violoncelo e piano
- Triptyque op. 106 - 1960, para pequena orquestra
- Trois choeurs op. 15 - 1934, para 4 vozes masculinas a cappella
- Trois impromptus op. 10 - 1932, para piano
- Trois pièces op. 32 - 1938, para piano
- Trois pièces op. 32 - 1938, para piano (mão direita)
- Trois pièces op. 119 - 1963, para 2 guitarras
- Trois pièces op. 121 - 1964, para bandoneon
- Trois Pièces op. 127 - 1965, para órgão
- Trois poèmes d'Arthur Cantillon op. 9 - 1932, para 4 vozes mistas desacompanhadas
- Trois poèmes de Tristan Klingsor op. 45 - 1940, para voz intermediária e piano
- Trois poèmes de Tristan Klingsor op. 45 - 1940, para voz média e pequena orquestra
- Trois vocalises op. 116 - 1963, para voz intermediária e piano
- Ulysse et les Sirènes op. 41 - 1939, para 1 Bar., 2 Narr., Coro masculino, coro feminino e piano
- Ulysse et les Sirènes op. 41 - 1939, para Solistas (1 Bar., 2 Narradores), coro masculino, coro feminino e pequena orquestra
- Variações sinfônicas op. 50 - 1942, para grande orquestra
- Variações op. 93 - 1956, para piano
- Zoo op. 63 - 1944, para quarteto vocal a cappella